# Takashi Miikes Graveyard of Honor
Takashi Miikes Graveyard of Honor (jap. 新・仁義の墓場, Shin jingi no hakaba) ist ein japanischer Gangster- bzw. Yakuzafilm von Regisseur Takashi Miike aus dem Jahr 2002. Der Film ist eine Neuverfilmung des 1975 unter der Regie von Kinji Fukasaku entstandenem Graveyard of Honor und basiert wie schon der Vorgänger auf einem Buch von Gorō Fujita. Das Drehbuch stammt von Shigenori Takechi. 
Der Film wurde erstmals am 22. Juni 2002 in Japan veröffentlicht. Die deutsche Erstausstrahlung erfolgte im Rahmen des Stuttgarter Halloween Film Fests am 19. Dezember 2002 in Originalsprache mit englischen Untertiteln. Die synchronisierte deutsche DVD-Fassung kam am 23. August 2004 in den Videovertrieb.

## Handlung
Japan, Heisei-Zeit. Rikuo Ishimatsu arbeitet als Tellerwäscher in einem von Yakuza-Mitgliedern besuchten Restaurant. Als er eines Tages einen brutalen Auftragskiller beherzt vor den Augen des Yakuza-Oberhauptes Sawada niederschlägt, nimmt dieser ihn als Dank für das vereitelte Attentat in seine kriminelle Organisation auf. Ishimatsu steigt aufgrund seiner enormen Aggressivität und Skrupellosigkeit schnell in der Hierarchie der Vereinigung auf. Gleichzeitig findet er mit der schüchternen Chieko eine sonderbare Gefährtin. Selbst ein fünfjähriger Gefängnisaufenthalt, bei dem Ishimatsu den hochrangigen Yakuza Imamura kennenlernt, scheint seinen Aufstieg zum angesehenen Gangster nicht zu gefährden.
Dies ändert sich jedoch als dem respektlosen Ganoven eine kleine Fehlinformation zum Verhängnis wird. In dem Glauben Sawada wolle ihn um versprochenes Geld hintergehen, misshandelt der krankhaft misstrauische Ishimatsu drei befreundete „Brüder“. Anschließend flüchtet der kompromisslose Schläger gemeinsam mit seinem loyalen Handlanger Hashida zu dem befreundeten Imamura, dem Paten eines anderen Syndikats. Dieser bewahrt ihn durch seinen persönlichen Einsatz zunächst vor dem vorzeitigen Rachetod. 
Wenig später sucht Ishimatsu abermals seinen Boss Sawada auf, um nachdrücklich seine Entlohnung einzufordern. Blind vor Wut schätzt der impulsive Eindringling allerdings die Situation falsch ein und schießt seinen einstigen Förderer nieder, woraufhin der alternde Yakuza-Boss kurzzeitig in einen komatösen Zustand fällt. Mit diesem Vergehen beginnt der unvermeidbarer Niedergang des ausgestoßenen, zum Tode verurteilten Gejagten. Ohne Lebensperspektive wendet er sich erneut an seinen Freund Imamura, der ihn ungeachtet eigener Gefahren vor den gnadenlosen Suchmannschaften beschützt. Während seines Absturzes wird Ishimatsu drogenabhängig. Er verwandelt sich schließlich in einen Junkie, der für den nächsten Schuss über Leichen geht und alle Beteiligten mit in den Untergang zieht, darunter seinen Freund Imamura – geprägt von ständigem Misstrauen tötet er seinen Freund, im Glauben einen Verräter liquidiert zu haben – und seine Freundin Chieko, die jämmerlich an einer Überdosis stirbt.
Einem ehemaligen Handlanger Ishimatsus, Masato, gelingt es schließlich den Gesuchten zu verwunden. Als mehrfacher Mörder gerät er schließlich in die Hände der Justiz, wo er sich in selbstmörderischer Absicht vom Dach des Gefängnisturms stürzt und so verstirbt.

## Auszeichnungen
Japanese Professional Movie Awards
- 2003: Preisträger in der Kategorie Bester Hauptdarsteller für Gorō Kishitani

## Kritiken
Das Lexikon des internationalen Films schrieb, der Film sei ein „äußerst harter Gangsterfilm, der seine Geschichte mit fatalistischem Grundton“ erzähle, „wobei sich die extremen Gewaltexzesse jeder konventionellen Dramaturgie“ widersetzen.